# مخزن سد آشاغی‌کارااورن
مخزن سد آشاغی‌کارااورن (ترکی استانبولی: Aşağıkaraören Göleti) یک سد در استان آنکارای کشور ترکیه است.